# Gerald Moers
Gerald Moers (* 1967) ist ein deutscher Ägyptologe und Koptologe.

## Leben
Von 1986 bis 1996 studierte Gerald Moers Ägyptologie, Ur- und Frühgeschichte, Koptologie und Germanistische Linguistik an der Universität Göttingen und der University of California in Los Angeles. 1996 promovierte er in der Ägyptologie an der Georg-August-Universität Göttingen, worauf er ein Post-Doc-Studium am Department of Near Eastern Languages and Cultures an der University of California anschloss.
Von 1997 bis 2001 war er wissenschaftlicher Mitarbeiter am DFG-Sonderforschungsbereich 529 „Internationalität nationaler Literaturen“ und von 2002 bis 2010 Juniorprofessor für Ägyptologie und Koptologie an der Universität Göttingen. Nach einigen Lehrstuhlvertretungen ist er seit 2011 am Institut für Ägyptologie der Universität Wien tätig, 2011–2013 war er Universitätsassistent, 2013–2017 Assistenzprofessor, seit August 2017 als assoziierte Professur für Ägyptologie mit dem Schwerpunkt Philologie.
Seine Forschungsschwerpunkte sind die Geschichte der ägyptischen und koptischen Literatur, Interdisziplinäre Textwissenschaft (Ägyptologische Zugänge zum ägyptischen Text), Datierung ägyptischer literarischer Texte und Koptische Märtyrerlegenden.

## Veröffentlichungen (Auswahl)
- New Kingdom Literature. In: Alan B. Lloyd (Hrsg.): A Companion to Ancient Egypt. (= Blackwell Companions to the Ancient World. Ancient History). Volume 2. Wiley-Blackwell, Chichester u. a. 2010, ISBN 978-1-4051-5598-4, S. 685–708.
- Fingierte Welten in der ägyptischen Literatur des 2. Jahrtausends v. Chr. Grenzüberschreitung, Reisemotiv und Fiktionalität (= Probleme der Ägyptologie. Bd. 19). Brill, Leiden u. a. 2001, ISBN 90-04-12125-0.